# 浅野光晟
浅野 光晟（あさの みつあきら）は、安芸国広島藩の第2代藩主。浅野家17代当主。

## 生涯
元和3年（1617年）8月12日、初代藩主・浅野長晟（当時は紀州藩主）の次男として和歌山で生まれる。寛永4年（1627年）8月26日、元服し、さらに家康の外孫であることから松平姓を許されて松平安芸守を名乗った。また、従五位下に任官した。寛永9年（1632年）10月29日、父の死去により跡を継ぐ。このとき、庶兄の浅野長治に5万石を分与して、支藩である備後三次藩を立藩した。寛永11年（1634年）9月16日、従四位下・侍従に昇進する。寛文5年12月27日（1666年）、左少将に任官する。
その後は徳川将軍家との関係を深めると共に、検地や税制改革、西国街道の整備や運輸整備などの藩政改革を実施して、藩政の確立に努めた。特に「広島町中御掟法」などは、後の広島市のもとになった藩法でもある。他にも職制改革を行なっている。
寛文12年（1672年）4月18日、長男の綱晟に家督を譲って隠居する。延宝元年（1673年）9月18日、通称を紀伊守に改める。元禄6年（1693年）4月23日に死去した。享年77。
墓所は広島県広島市の神田山墓地。

## 系譜
- 父：浅野長晟（1586-1632）
- 母：正清院（1580-1617） - 振姫、徳川家康の三女
- 正室：自昌院（1620-1700） - 満姫、徳川家光の養女、前田利常の三女
  - 長男：浅野綱晟（1637-1673）
  - 女子：市 - 戸沢正誠正室
  - 女子：亀 - 仙寿院、仙石忠俊正室
  - 次男：浅野長尚（1644-1666） - 浅野長治の養子
  - 三男：浅野長照（1652-1705） - 浅野長治の養子
  - 女子：久 - 長寿院、小笠原忠雄正室